# Roos van Gelderen
Roos van Gelderen (Ibadan (Nigeria), 26 juli 1963) is een Nederlands politicus van de SP.

## Achtergrond
Van Gelderen werd in 1963 geboren in Ibadan (Nigeria) waar haar vader op dat moment werkzaam was als kinderarts. Sinds 1964 is zij opgegroeid in Leiden en Oegstgeest. Na de HBO Jeugdwelzijnswerk te hebben gevolgd ging zij in 1988 werken bij het buurthuis in de Stevenshof. Van 2000 tot 2010 was ze adviseur en projectleider bij JSO Expertisecentrum voor Jeugd Samenleving en Opvoeding in Den Haag. Sinds 1 juni 2019 is zij werkzaam als coöperatiemanager bij Kwadraad in Gouda en is zij zelfstandig coach vanuit haar bedrijf Confuus.

## Leiden
Van april 2006 tot mei 2010 was Van Gelderen gemeenteraadslid voor de SP. Op 20 april 2010 droeg de Leidse fractie van de SP haar voor als wethouder Jeugd, Zorg en Welzijn in het kader van de bestuursovereenkomst voor Leiden voor de periode 2010–2014. Na de gemeenteraadsverkiezingen in 2014 continueerde Van Gelderen haar wethouderschap met dezelfde portefeuille. Volgens het VPRO-programma Slag om Nederland was ze in 2012 een van de drie beste bestuurders van Nederland.
Op 15 mei 2018 maakte de gemeente Leiden in een persbericht bekend dat Van Gelderen zou aftreden. De aanleiding hiervoor was de uitkomst van het onderzoek naar de financiële overschrijding tijdelijke huisvesting statushouders en bijzondere doelgroepen waar Van Gelderen politiek voor verantwoordelijk was.

## Persoonlijk
Van Gelderen is getrouwd en heeft twee dochters.

## Verkiezingsuitslagen
| Verkiezing                                          | Partij     | Positie | Stemmen |
| --------------------------------------------------- | ---------- | ------- | ------- |
| Gemeenteraadsverkiezingen 2006 in Leiden            | SP         | 2       | 2.453   |
| Gemeenteraadsverkiezingen 2010 in Leiden            | SP         | 2       | 1.203   |
| Gemeenteraadsverkiezingen 2014 in Leiden            | SP         | 1       | 5.079   |
| Provinciale Statenverkiezingen 2015 in Zuid-Holland | SP         | 32      |         |
| Tweede Kamerverkiezingen 2017                       | SP         | 49      | 374     |
| Gemeenteraadsverkiezingen 2018 in Leiden            | SP         | 29      | 263     |
| Tweede Kamerverkiezingen 2021                       | SP (lijst) | 41      | 213     |
| Gemeenteraadsverkiezingen 2022 in Leiden            | SP         | 6       | 345     |